# 아베 에리에
아베 에리에(阿部絵里恵, 1987년 9월 3일)는 일본의 가수, 걸그룹 Dream의 멤버 이자 E-girls 최연장자 이자 DJ이며 한국인과 일본인의 혼혈이다. 그녀는 친구의 권유로 에이벡스 오디션에 합격한 후 2년간의 연습생 생활을 거쳐 2002년 7월에 Dream에 합류해 현재까지 활발하게 활동을 하고 있다.

## 활동
1. 잡지 《Popteen》
2. PV 天野浩成 ｢希望ヶ丘｣
3. CMミュゥモ （共演: 大仁田厚 ）